# Nuoto ai campionati mondiali di nuoto 2019 - Staffetta 4x100 metri stile libero maschile
La gara di nuoto della staffetta 4x100 metri stile libero maschile dei campionati mondiali di nuoto 2019 è stata disputata il 21 luglio presso il Nambu International Aquatics Centre di Gwangju. Vi hanno preso parte 27 squadre nazionali.

## Podio
| Posizione | Nazione     | Atlete                                                                                   |
| --------- | ----------- | ---------------------------------------------------------------------------------------- |
| Oro       | Stati Uniti | Caeleb Dressel Blake Pieroni Zachary Apple Nathan Adrian Townley Haas* Michael Chadwick* |
| Argento   | Russia      | Vladislav Grinev Vladimir Morozov Kliment Kolesnikov Evgenij Rylov Andrej Minakov*       |
| Bronzo    | Australia   | Cameron McEvoy Clyde Lewis Alexander Graham Kyle Chalmers                                |

* Nuotatori che hanno partecipato solamente nelle batterie.

## Programma
| Data           | Ora (UTC+9) | Turno    |
| -------------- | ----------- | -------- |
| 21 luglio 2019 | 12:32       | Batterie |
| 21 luglio 2019 | 21:23       | Finale   |

## Record
Prima della manifestazione il record del mondo e il record dei campionati erano i seguenti.
| Record mondiale       | 3'08"24 | Stati Uniti Michael Phelps (47"51) Garrett Weber-Gale (47"02) Cullen Jones (47"65) Jason Lezak (46"06) | 11 agosto 2008 Pechino, Cina |
| Record dei campionati | 3'09"21 | Stati Uniti Michael Phelps (47"78) Ryan Lochte (47"03) Matt Grevers (47"61) Nathan Adrian (46"79)      | 26 luglio 2009 Roma, Italia  |

Durante la competizione è stato battuto il seguente record:
| Data      | Evento | Nazione     | Atleti                                                                                   | Tempo   | Record                |
| --------- | ------ | ----------- | ---------------------------------------------------------------------------------------- | ------- | --------------------- |
| 21 luglio | Finale | Stati Uniti | Caeleb Dressel (47"63) Blake Pieroni (47"49) Zachary Apple (46"86) Nathan Adrian (47"08) | 3'09"06 | Record dei campionati |

## Risultati

### Batterie
| Pos. | Batteria | Corsia  | Nazione                                                           | Atleti                                                                                                   | Tempo   | Note             |
| ---- | -------- | ------- | ----------------------------------------------------------------- | --- | ------- | ---------------- |
| 1    | 1        | 5       | Stati Uniti                                                       | Townley Haas (48"60) Blake Pieroni (47"32) Michael Chadwick (47"92) Zachary Apple (47"47)                | 3'11"31 | Q                |
| 2    | 2        | 1       | Regno Unito                                                       | Duncan Scott (48"18) James Guy (47"77) Benjamin Proud (48"43) Scott McLay (48"04)                        | 3'12"42 | Q                |
| 3    | 2        | 4       | Russia                                                            | Evgenij Rylov (48"31) Andrej Minakov (48"94) Kliment Kolesnikov (47"96) Vladislav Grinev (47"43)         | 3'12"64 | Q                |
| 4    | 3        | 5       | Australia                                                         | Cameron McEvoy (48"29) Clyde Lewis (47"99) Alexander Graham (48"39) Kyle Chalmers (47"98)                | 3'12"65 | Q                |
| 5    | 3        | 3       | Italia                                                            | Santo Condorelli (48"67) Manuel Frigo (47"90) Alessandro Bori (48"49) Alessandro Miressi (47"60)         | 3'12"66 | Q                |
| 6    | 3        | 4       | Brasile                                                           | Marcelo Chierighini (48"20) Pedro Spajari (48"14) André Calvelo (48"44) Breno Correia (48"19)            | 3'12"97 | Q                |
| 7    | 3        | 8       | Francia                                                           | Clément Mignon (48"26) Jérémy Stravius (48"21) Tom Paco Pedroni (48"41) Mehdy Metella (48"16)            | 3'13"04 | Q                |
| 8    | 3        | 2       | Ungheria                                                          | Dominik Kozma (48"92) Nándor Németh (48"36) Richárd Bohus (48"79) Szebasztián Szabó (47"83)              | 3'13"90 | Q                |
| 9    | 2        | 5       | Giappone                                                          | Katsumi Nakamura (48"48) Shinri Shioura (48"92) Katsuhiro Matsumoto (47"95) Akira Namba (48"81)          | 3'14"16 |                  |
| 10   | 2        | 2       | Grecia                                                            | Andreas Vazaios (49"22) Kristián Goloméev (47"60) Ioannis Georgarakis (49"50) Apostolos Christou (48"12) | 3'14"44 |                  |
| 11   | 2        | 7       | Germania                                                          | Damian Wierling (48"80) Marius Kusch (48"64) Josha Salchow (48"46) Christoph Fildebrandt (48"68)         | 3'14"58 |                  |
| 12   | 3        | 6       | Polonia                                                           | Kacper Majchrzak (48"95) Przemysław Gawrysiak (49"64) Jan Hołub (48"13) Jakub Kraska (48"06)             | 3'14"78 |                  |
| 13   | 2        | 6       | Canada                                                            | Markus Thormeyer (48"80) Yuri Kisil (48"32) William Pisani (49"21) Carson Olafson (48"73)                | 3'15"06 |                  |
| 14   | 3        | 9       | Belgio                                                            | Sebastien De Meulemeester (49"29) Jasper Aerents (48"81) Thomas Thijs (48"49) Pieter Timmers (48"75)     | 3'15"34 |                  |
| 15   | 3        | 1       | Serbia                                                            | Velimir Stjepanović (49"59) Uroš Nikolić (48"48) Andrej Barna (48"29) Nikola Aćin (49"36)                | 3'15"72 |                  |
| 16   | 3        | 7       | Paesi Bassi                                                       | Jesse Puts (49"15) Nyls Korstanje (49"06) Kyle Stolk (48"34) Stan Pijnenburg (49"22)                     | 3'15"77 |                  |
| 17   | 2        | 3       | Cina                                                              | Yu Hexin (49"80) Yang Jintong (49"00) Cao Jiwen (48"87) He Junyi (48"56)                                 | 3'16"23 |                  |
| 18   | 2        | 8       | Singapore                                                         | Joseph Schooling (49"32) Quah Zheng Wen (48"76) Jonathan Tan Eu Jin (49"63) Darren Chua Yi Shou (48"95)  | 3'16"66 | Record nazionale |
| 19   | 1        | 1       | Svizzera                                                          | Roman Mityukov (49"42) Nils Liess (48"81) Antonio Djakovic (49"03) Aleksi Schmid (49"59)                 | 3'16"85 |                  |
| 20   | 3        | 0       | Irlanda                                                           | Shane Ryan (49"40) Robert Powell (49"63) Jordan Sloan (48"72) Jack McMillan (49"63)                      | 3'17"38 | Record nazionale |
| 21   | 1        | 3       | Turchia                                                           | Hüseyin Emre Sakçı (49"43) İskender Başlakov (49"53) Kemal Arda Gürdal (49"61) Yalım Acımış (49"44)      | 3'18"01 |                  |
| 22   | 2        | 0       | Corea del Sud                                                     | Hwang Sun-woo (50"08) Jang Dong-hyeok (49"45) Park Seon-kwan (49"76) Yang Jae-hoon (48"80)               | 3'18"09 |                  |
| 23   | 2        | 9       | Taipei cinese                                                     | Wang Hsing-hao (50"45) Wang Yu-lian (50"10) Lin Chien-liang (51"01) An Ting-yao (50"25)                  | 3'21"81 |                  |
| 24   | 1        | 7       | Hong Kong                                                         | Nicholas Lim (51"34) Ian Ho Yentou (49"84) Cheuk Yin Ng (51"78) Ming Ho Cheuk (50"53)                    | 3'23"49 |                  |
| 25   | 1        | 6       | Malaysia                                                          | Welson Sim (50"47) Chan Jie (51"77) Tern Tern Jian Han (52"65) Faang der Tiaa (55"06)                    | 3'29"95 |                  |
|      | 1        | 2       | Egitto                                                            | Mohamed Samy (49"59) Ali Khalafalla (48"79) Marwan Elkamash (51"92) Abdelrahman Sameh                    | dq      |                  |
| 1    | 4        | Israele | Tomer Frankel (49"62) Meiron Cheruti Yakov Toumarkin Daniel Namir | dq |         |                  |

### Finale
| Pos. | Corsia | Nazione     | Atleti                                                                                             | Tempo   | Note                  |
| ---- | ------ | ----------- | -------------------------------------------------------------------------------------------------- | ------- | --------------------- |
|      | 4      | Stati Uniti | Caeleb Dressel (47"63) Blake Pieroni (47"49) Zachary Apple (46"86) Nathan Adrian (47"08)           | 3'09"06 | Record dei campionati |
|      | 3      | Russia      | Vladislav Grinev (47"83) Vladimir Morozov (47"62) Kliment Kolesnikov (47"50) Evgenij Rylov (47"02) | 3'09"97 |                       |
|      | 6      | Australia   | Cameron McEvoy (48"44) Clyde Lewis (47"61) Alexander Graham (48"11) Kyle Chalmers (47"06)          | 3'11"22 |                       |
| 4    | 2      | Italia      | Santo Condorelli (48"72) Manuel Frigo (47"29) Luca Dotto (47"81) Alessandro Miressi (47"57)        | 3'11"39 |                       |
| 5    | 5      | Regno Unito | Duncan Scott (47"97) James Guy (47"72) Benjamin Proud (48"27) Scott McLay (47"85)                  | 3'11"81 |                       |
| 6    | 7      | Brasile     | Marcelo Chierighini (48"10) Pedro Spajari (48"14) Bruno Fratus (47"78) Breno Correia (47"97)       | 3'11"99 |                       |
| 7    | 8      | Ungheria    | Dominik Kozma (48"59) Kristóf Milák (48"05) Péter Holoda (48"53) Nándor Németh (47"68)             | 3'12"85 |                       |
| 8    | 1      | Francia     | Clément Mignon (48"25) Jérémy Stravius (48"33) Tom Paco Pedroni (48"92) Mehdy Metella (47"84)      | 3'13"34 |                       |